# Gökhan Gül
Gökhan Gül (Castrop-Rauxel, 17 luglio 1998) è un calciatore tedesco con cittadinanza turca, centrocampista o difensore del Kasımpaşa.

## Carriera

### Club
Cresciuto nel settore giovanile del Bochum, ha esordito in prima squadra il 26 novembre 2016, nella partita di 2. Fußball-Bundesliga pareggiata per 2-2 contro la Dinamo Dresda. Il 2 gennaio 2017 viene acquistato dal Fortuna Düsseldorf, con cui firma un quadriennale Impiegato in seguito soltanto con la seconda squadra dei biancorossi, il 22 gennaio 2019 viene ceduto a titolo temporaneo al Wehen Wiesbaden; dopo aver conquistato la promozione con i rossoneri, il 19 giugno il prestito viene confermato per un'altra stagione.
Rientrato all'F95, il 24 settembre 2020 riporta la frattura del piede, che lo costringe a saltare quasi tutta la stagione. Rimasto svincolato, il 7 agosto 2021 viene tesserato dal Gençlerbirliği, con cui firma un biennale. Il 17 febbraio 2023 viene acquistato dal Kasımpaşa.

### Nazionale
Ha giocato nelle nazionali giovanili tedesche Under-16, Under-17, Under-18, Under-19 ed Under-20.

## Statistiche

### Presenze e reti nei club
Statistiche aggiornate al 7 settembre 2024.
| Stagione                     | Squadra                      | Campionato                   | Campionato | Campionato | Coppe nazionali | Coppe nazionali | Coppe nazionali | Coppe continentali | Coppe continentali | Coppe continentali | Altre coppe | Altre coppe | Altre coppe | Totale | Totale |
| Stagione                     | Squadra                      | Comp                         | Pres       | Reti       | Comp            | Pres            | Reti            | Comp               | Pres               | Reti               | Comp        | Pres        | Reti        | Pres   | Reti   |
| ---------------------------- | ---------------------------- | ---------------------------- | ---------- | ---------- | --------------- | --------------- | --------------- | ------------------ | ------------------ | ------------------ | ----------- | ----------- | ----------- | ------ | ------ |
| 2016-gen. 2017               | Bochum                       | ZL                           | 2          | 0          | CG              | 0               | 0               | -                  | -                  | -                  | -           | -           | -           | 2      | 0      |
| gen.-giu. 2017               | Fortuna Düsseldorf           | ZL                           | 1          | 0          | CG              | -               | -               | -                  | -                  | -                  | -           | -           | -           | 1      | 0      |
| gen.-giu. 2017               | F. Düsseldorf II             | RL                           | 9          | 1          | -               | -               | -               |                    | -                  | -                  |             | -           | -           | 9      | 1      |
| 2017-2018                    | F. Düsseldorf II             | RL                           | 15         | 2          | -               | -               | -               |                    | -                  | -                  |             | -           | -           | 15     | 2      |
| 2018-gen. 2019               | F. Düsseldorf II             | RL                           | 19         | 0          | -               | -               | -               |                    | -                  | -                  |             | -           | -           | 19     | 0      |
| gen.-giu. 2019               | Wehen Wiesbaden              | 3.L                          | 11+2       | 1          | CG              | -               | -               | -                  | -                  | -                  | -           | -           | -           | 13     | 1      |
| 2019-2020                    | Wehen Wiesbaden              | ZL                           | 9          | 0          | CG              | 1               | 0               | -                  | -                  | -                  | -           | -           | -           | 10     | 0      |
| Totale Wehen Wiesbaden       | Totale Wehen Wiesbaden       | Totale Wehen Wiesbaden       | 20+2       | 1          |                 | 1               | 0               |                    | -                  | -                  |             | -           | -           | 23     | 1      |
| 2020-2021                    | Fortuna Düsseldorf           | ZL                           | 0          | 0          | CG              | 0               | 0               | -                  | -                  | -                  | -           | -           | -           | 0      | 0      |
| Totale Fortuna Düsseldorf    | Totale Fortuna Düsseldorf    | Totale Fortuna Düsseldorf    | 1          | 0          |                 | 0               | 0               |                    | -                  | -                  |             | -           | -           | 1      | 0      |
| mag. 2021                    | F. Düsseldorf II             | RL                           | 3          | 0          | -               | -               | -               |                    | -                  | -                  |             | -           | -           | 3      | 0      |
| Totale Fortuna Düsseldorf II | Totale Fortuna Düsseldorf II | Totale Fortuna Düsseldorf II | 46         | 4          |                 | -               | -               |                    | -                  | -                  |             | -           | -           | 46     | 4      |
| 2021-2022                    | Gençlerbirliği               | 1.Lig                        | 31         | 3          | TK              | 2               | 0               | -                  | -                  | -                  | -           | -           | -           | 33     | 3      |
| 2022-gen. 2023               | Gençlerbirliği               | 1.Lig                        | 18         | 6          | TK              | 2               | 0               | -                  | -                  | -                  | -           | -           | -           | 20     | 6      |
| Totale Gençlerbirliği        | Totale Gençlerbirliği        | Totale Gençlerbirliği        | 49         | 9          |                 | 4               | 0               |                    | -                  | -                  |             | -           | -           | 53     | 9      |
| gen.-giu. 2023               | Kasımpaşa                    | SL                           | 0          | 0          | TK              | -               | -               | -                  | -                  | -                  | -           | -           | -           | 0      | 0      |
| 2023-2024                    | Kasımpaşa                    | SL                           | 38         | 2          | TK              | 3               | 0               | -                  | -                  | -                  | -           | -           | -           | 41     | 2      |
| 2024-2025                    | Kasımpaşa                    | SL                           | 4          | 0          | TK              | 0               | 0               | -                  | -                  | -                  | -           | -           | -           | 4      | 0      |
| Totale Kasımpaşa             | Totale Kasımpaşa             | Totale Kasımpaşa             | 42         | 2          |                 | 3               | 0               |                    | -                  | -                  |             | -           | -           | 45     | 2      |
| Totale carriera              | Totale carriera              | Totale carriera              | 160+2      | 15         |                 | 8               | 0               |                    | -                  | -                  |             | -           | -           | 170    | 15     |